# Островной пошиб

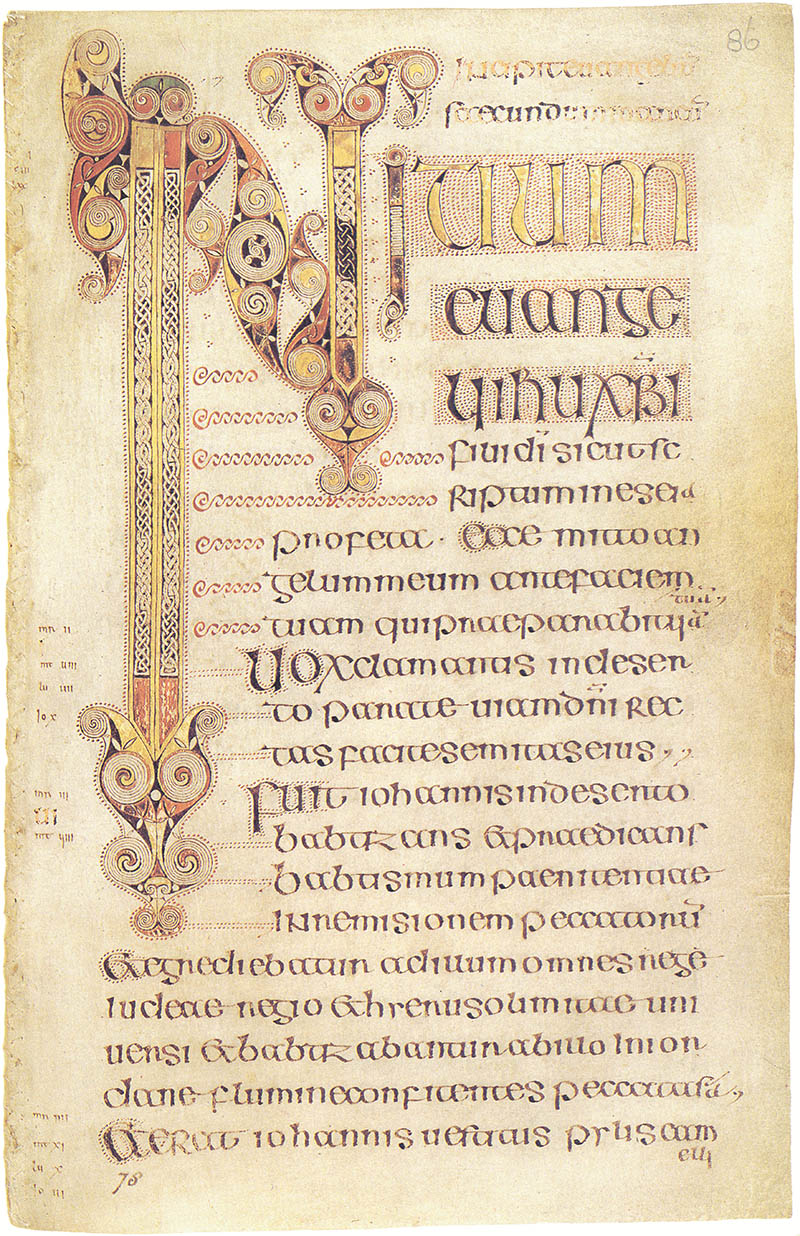
Начало Евангелия от Марка в Книге из Дарроу — важном памятнике островного минускула

Островно́й по́шиб (островной минускул, гиберно-саксонское письмо) — тип почерка, распространённый в Средние века в Ирландии и Британии, а позже употреблявшийся в религиозных центрах на континенте, подвергшихся влиянию так называемой кельтской церкви.
Этот шрифт появился в Ирландии в VII веке и не выходил из употребления до XIX века, хотя период его расцвета пришёлся на время между 600 и 850 годом. 
Островной пошиб тесно связан с континентальными унциалом и полуунциалом: так, островной полуунциальный маюскул практически идентичен полуунциалу.
В рукописях, написанных островным пошибом, нередки крупные буквицы, обведённые пунктирными кругами красного цвета (что, впрочем, верно и для других британских и ирландских почерков). Нередко используется так называемое diminuendo: уменьшение высоты букв к концу строчки. 
Буквы с элементами, выступающими над строкой (b, d, h, l) имеют треугольные или клиновидные окончания. 
Вертикальные черты в таких буквах, как b, d, p, q, выполняются очень широкими. Используется множество лигатур и сокращений, а также тироновых значков.
Островной пошиб был занесён в Британию ирландскими миссионерами; там он конкурировал с унциалом, связанным с миссией святого Августина. Это привело к появлению пяти особых английских почерков. Ирландские монахи также принесли островной минускул в основанные ими монастыри на континенте, такие как аббатство Боббио и Санкт-Галлен.
В Ирландии островной пошиб примерно в середине IX века был вытеснен позднекельтским письмом; в Британии ему на смену пришёл каролингский минускул.
Островным минускулом писали не только религиозные сочинения на латыни, но и тексты на «народных» языках. Среди памятников островного минускула — Келлская книга, Книга из Дарроу, Линдисфарнское евангелие, Эхтернахское евангелие, Личфилдское евангелие, Книга св. Галла и Книга Армы.
Этот тип письма повлиял на формирование каролингского минускула в скрипториях империи Карла Великого.
В островном минускуле тиронов значок ⁊ et (по значению совпадающий с амперсандом — &) широко использовался как замена слову «и» (др.-англ. ond, and, др.-ирл. ocus, is) и до сих пор встречается в современных текстах, написанных Cló Gaelach — шрифтом, восходящим к островному минускулу.